# جيسيكا كاتلر (كاتبة)
جيسيكا كاتلر (بالإنجليزية: Jessica Cutler)‏ (18 مايو 1978، مونتيري في الولايات المتحدة)؛ كاتِبة، صحفية وروائية أمريكية. درست في جامعة سيراكيوز.